# Jerzy Piotrowski (1928–1986)
Jerzy Piotrowski (ur. 21 listopada 1928 w Warszawie, zm. 7 maja 1986) – polski inżynier budownictwa i polityk, poseł na Sejm PRL VI i VII kadencji.

## Życiorys
W 1945 wstąpił do Związku Walki Młodych, a następnie do Związku Młodzieży Polskiej. W latach 1950–1955 zasiadał w zarządzie Zrzeszenia Studentów Polskich w Dniepropetrowsku. W 1955 uzyskał wykształcenie wyższe na Instytucie Inżynieryjno-Budowlanym w Dniepropetrowsku i został dyrektorem w kombinatach budownictwa mieszkaniowego „Południe”, „Wschód” i „Północ” w Warszawie oraz w innych jednostkach resortowych. W 1972 i 1976 uzyskiwał mandat posła na Sejm PRL w okręgach kolejno Warszawa-Praga i Warszawa-Praga Południe. Przez dwie kadencje zasiadał w Komisji Planu Gospodarczego, Budżetu i Finansów. Ponadto w trakcie VI kadencji zasiadał w Komisji Budownictwa i Gospodarki Komunalnej, a w trakcie VII w Komisji Budownictwa i Przemysłu Materiałów Budowlanych. W latach 1974–1977 zasiadał w plenum i w Komisji Budownictwa Komitetu Warszawskiego Polskiej Zjednoczonej Partii Robotniczej. W 1982 został doradcą ministra budownictwa i przemysłu materiałów budowlanych, a w 1984 dyrektorem departamentu budownictwa mieszkaniowego, zaś potem ogólnego w Ministerstwie Budownictwa, Gospodarki Przestrzennej i Komunalnej.
Został pochowany na Cmentarzu Wojskowym na Powązkach (kwatera C-A-42).

## Odznaczenia
- Krzyż Komandorski Orderu Odrodzenia Polski
- Krzyż Kawalerski Orderu Odrodzenia Polski
- Złoty Krzyż Zasługi
- Srebrny Krzyż Zasługi
- Medal 30-lecia Polski Ludowej
- Złote Odznaczenie im. Janka Krasickiego
- Złota odznaka honorowa „Za Zasługi dla Warszawy”